# 久尔恰尼·费伦茨
久爾恰尼·費倫茨（匈牙利語：Gyurcsány Ferenc，發音：[ˈɟurt͡ʃaːɲ ˈfɛrɛnt͡s]；1961年6月4日—），匈牙利政治家，曾任匈牙利總理 （2004－2009）。

## 生平
久爾恰尼先后就读于匈牙利佩奇大學师范学院和经济学院。
1980年代先后担任匈牙利青年共产主义联盟佩奇市委书记和中央书记，1990年代以来先后担任一家国际金融股份公司经理与一家投资、资产监管股份公司董事长和总经理。
2000年加入匈牙利社会党，2003年起任该党全国委员会委员。2002年4月，社会党在国会大选中获胜，赢得组阁权，他在迈杰希·彼得总理的首席战略顾问，2003年5月出任政府儿童、青年与体育部长，2004年，他当选社会党傑爾-莫雄-肖普朗州主席，同年9月，久尔恰尼当选并就任政府总理。2004年9月29日被任命為匈牙利總理，任內匈牙利加入歐盟。
2006年4月，社会党在国会大选中获胜，赢得组阁权，6月久爾恰尼再次组阁担任总理。2007年3月，他当选社会党主席。
2009年3月21日，久爾恰尼提出呈辭，改組政府。4月14日议会通过政府不信任案，鮑伊瑙伊·戈尔东接任总理。
2011年10月22日，久爾恰尼宣布由他建立的民主联盟派，退出社会党。